# Bians-les-Usiers
Bians-les-Usiers là một xã của tỉnh Doubs, thuộc vùng Bourgogne-Franche-Comté, miền đông nước Pháp.